# Transformador

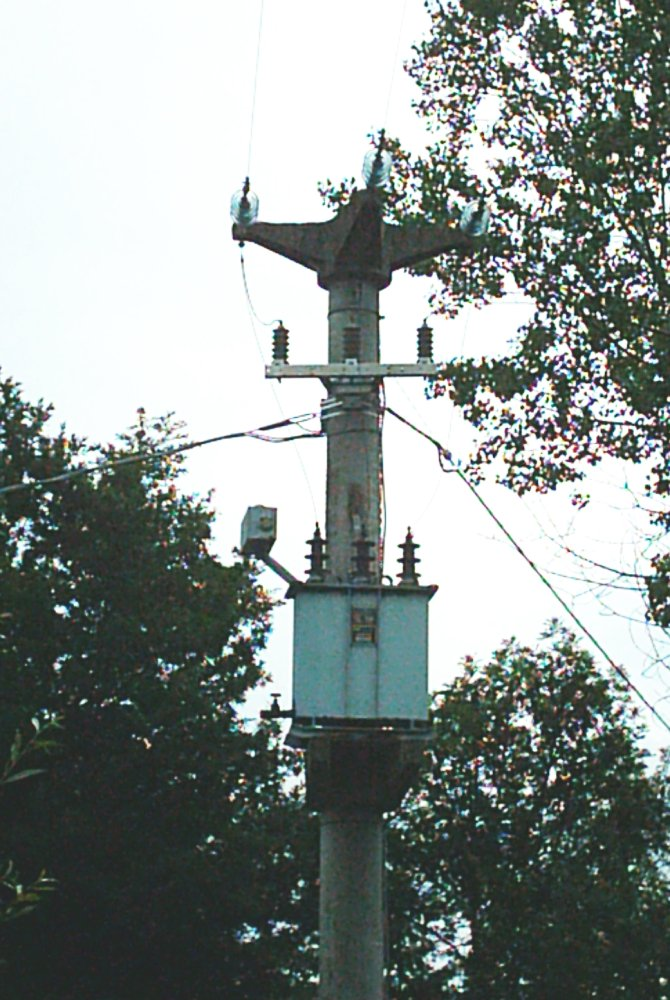
Un transformador sobre un pal elèctric

Un transformador és una màquina elèctrica estàtica (sense parts en moviment) d'inducció electromagnètica que permet convertir els valors de tensió i d'intensitat de corrent subministrat per una font de corrent altern, o una font de senyals periòdiques, en un o més sistemes de corrent altern amb valors de tensió i intensitat diferents però de la mateixa freqüència. El principi de funcionament es basa en la variació de la inducció magnètica sobre un conductor elèctric, que genera càrregues elèctriques en moviment. En resum, els transformadors són uns aparells que converteixen energia elèctrica d'unes característiques en energia elèctrica amb altres característiques, essent una de les màquines elèctriques més eficients que existeixen.
Un transformador acostuma a constar de tres parts:
- Un nucli de material ferromagnètic que forma un circuit magnètic tancat.
- Un enrotllament o debanament primari al qual s'aplica un corrent elèctric.
- Un enrotllament o debanament secundari que proporcionarà un corrent elèctric de sortida. En alguns casos n'hi pot haver més d'un, de secundari.

El corrent altern aplicat al primer circuit, el primari, crea un camp magnètic variable; aquest camp magnètic indueix una força electromotriu al segon circuit, el secundari. Entre el circuit primari i el secundari no hi ha cap connexió, l'energia es transmet a través del flux magnètic que es crea dins del nucli. Per aquest motiu un dels seus usos típics és com a aïllament galvànic.
El voltatge induït al secundari V2 és proporcional al que s'ha aplicat al primari V1 segons una raó relacionada amb el nombre de voltes de fil elèctric (espires) en cada bobinat. Aquesta raó idealment seria: 
{\displaystyle {\frac {U_{1}}{U_{2}}}={\frac {N_{1}}{N_{2}}}}

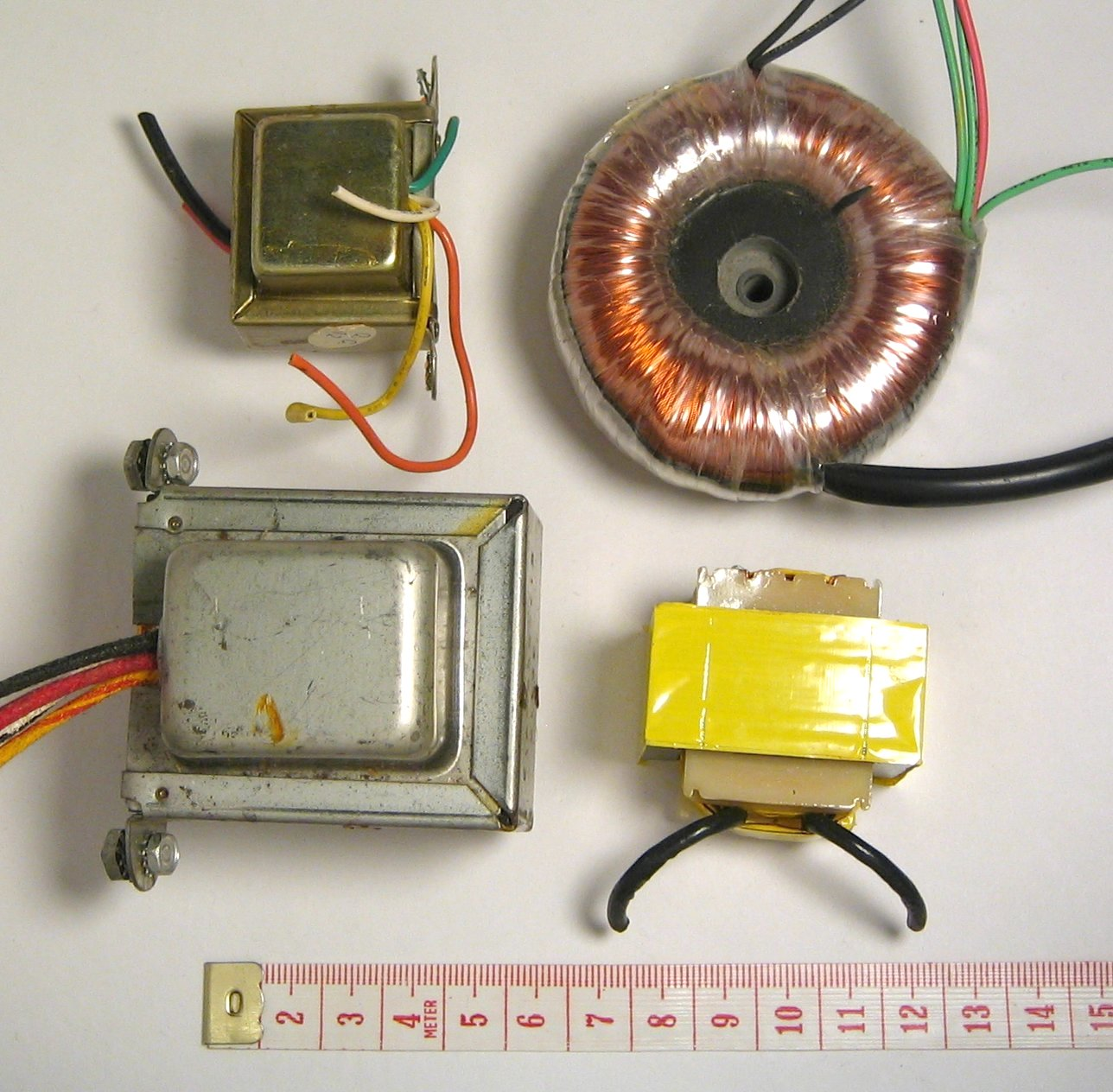
Alguns transformadors de mida petita

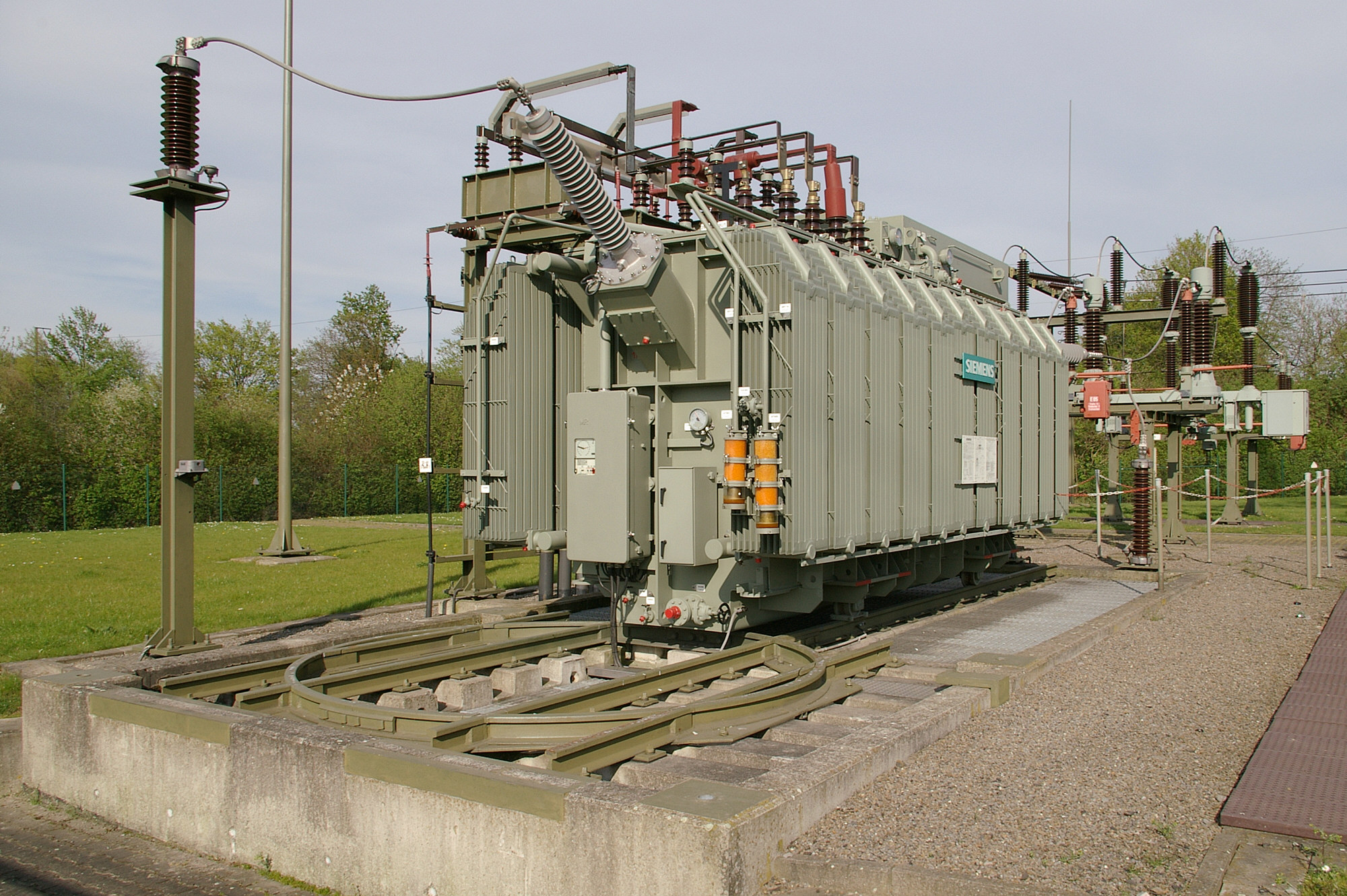
Imatge d'un gran transformador

El nombre d'espires que componen les bobines determinarà la relació de variació entre les tensions d'entrada i de sortida. Això implica que fent una selecció adequada del nombre de voltes o espires que componen els bobinats primari i secundari podrem determinar el voltatge que ens proporcionarà el secundari.
Els transformadors tenen una importància cabdal a la nostra societat, sense ells no es podria fer el transport d'energia a grans distàncies com les que hi ha entre les centrals elèctriques productores d'electricitat i els consumidors. I, a una altra escala, són imprescindibles per al funcionament de la majoria dels aparells que funcionen amb electricitat atès que necessiten voltatges molt més petits que els que ens arriben a casa, un ordinador o un televisor tenen un transformador per poder funcionar. Paral·lelament a la varietat d'utilitzacions, domèstiques o industrials, hi ha una gran variació de tipus, formes, mides i prestacions, poden anar de pocs mil·límetres i pocs grams de pes fins a metres i centenars de tones, però tots els transformadors es basen en els mateixos principis de funcionament.

## Història

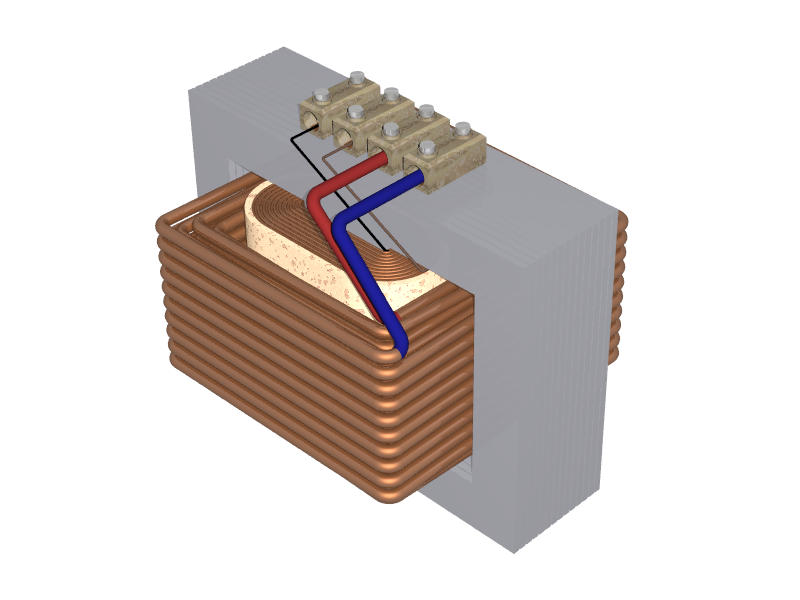
Dibuix d'un transformador

El principi sobre el que es fonamenta el funcionament del transformador va ser demostrat per Michael Faraday el 1831, l'anell d'inducció que va crear va ser el primer transformador, però es va limitar a utilitzar-lo per a demostrar el fenomen de la inducció electromagnètica i mai li va donar cap aplicació pràctica.
El 1876, l'enginyer rus Pàvel Iàblotxkov va inventar un sistema d'il·luminació basat en un conjunt de bobines d'inducció i unes làmpades de la seva invenció (Làmpada Iàblotxkov), les bobines funcionaven com un transformador. Aquest sistema va tenir força èxit comercial i fins i tot es va utilitzar als carrers de París el 1881.
Lucien Gaulard i John Dixon Gibbs van desenvolupar entre 1881 i 1884 un ginys que anomenaren generador secundari que no era altra cosa que un transformador. El primer prototip utilitzava un nucli de ferro obert i era poc eficient. El 1883 van utilitzar un nucli de barres per a transportar corrent altern de 2000 volts a una distància de 40 km. El darrer model patentat per Gaulard el 1886, ja amb un circuit magnètic tancat, té poc a envejar als dissenys actuals. El 1885 la companyia nord-americana "Westinghouse Electric Corporation" es va interessar pels transformadors de Gaulard i va comprar-ne els drets per als Estats Units.
Després que George Westinghouse va comprar les patents de Gaulard, l'enginyer William Stanley, un enginyer de la companyia Westinghouse, va dissenyar el primer transformador comercial el 1886 amb un nucli fet amb plaques de ferro en forma de E.
El 1885 els enginyers hongaresos Zipernowsky, Bláthy i Déri de la companyia Ganz de Budapest van crear a partir dels dissenys de Gaulard i Gibbs un transformador molt eficient anomenat "ZBD" amb un nucli tancat. La seva patent va ser la primera que va utilitzar el mot "transformador".
El 1889 l'enginyer rus Mikhaïl Dolivo-Dobrovolski va desenvolupar el primer transformador trifàsic.
El 1891 Nikola Tesla va inventar la bobina Tesla, un transformador amb nucli d'aire compost per una sèrie de circuits ressonants acoblats que pot generar corrents a molt alta tensió i freqüència. La idea inicial de Tesla era aconseguir de transmetre l'energia elèctrica sense necessitat de conductors, però no va reeixir perquè la transmissió es feia en totes direccions. Aquesta idea ha estat represa el 2006 per un equip d'investigadors del Massachusetts Institute of Technology sota el nom de witricity.
Tot i les noves tecnologies han substituït la utilització dels transformadors en algunes aplicacions electròniques, encara són utilitzats en moltes d'altres i jugant un paper essencial en el transport d'energia elèctrica, fent-la possible i econòmicament rendible. Els transformadors van ser un factor essencial en l'adopció del corrent altern front el corrent continu en fer possible el transport a grans distàncies.

## Principi de funcionament

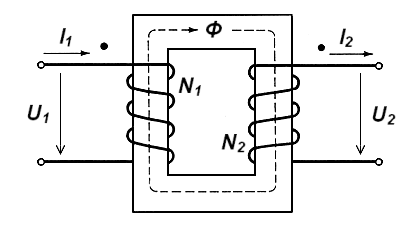
El corrent d'intensitat I_{1} i voltatge U_{1}) aplicat al primari N_{1} crea un camp magnètic variable, el flux magnètic Φ al llarg del circuit magnètic indueix un corrent elèctric a l'enrotllament secundari N₂ d'intensitat I₂ i voltatge U₂.

El funcionament del transformador es basa en dos principis:
- un corrent elèctric pot produir un camp magnètic
- un camp magnètic canviant a un bobinat de fil elèctric indueix un corrent elèctric als seus extrems

En canviar el corrent de l'enrotllament primari canvia la força del camp magnètic, quan el camp magnètic variable afecta l'enrotllament secundari s'hi indueix una diferència de potencial elèctric.
La imatge de la dreta representa l'esquema del funcionament d'un transformador simplificat. El marc quadrangular representa un nucli ferromagnètic d'alta permeabilitat magnètica, com el ferro, sobre el qual hi ha dos enrotllaments o bobinats de fil esmaltat, el de l'esquerra és el primari perquè és el que rebrà l'aplicació d'un corrent elèctric; el de la dreta és el secundari perquè és al que s'induirà una diferència de potencial als seus extrems. Noti's que no hi ha connexió entre el primari i el secundari, l'esmalt que cobreix el fil elèctric utilitzat fa que no hagi contacte entre les diferents voltes o espires ni amb el material del nucli
El corrent d'intensitat I1 i voltatge U1 aplicat passa pel bobinat primari (N1, a l'esquerra) genera un camp magnètic (que serà variable perquè apliquem un corrent altern) i s'estableix un flux magnètic Φ al llarg del circuit magnètic que es crea dins del nucli que transporta energia del primari al secundari de manera que s'indueix un corrent al secundari (N₂, a la dreta) d'intensitat I₂ i voltatge U₂.

### La llei de la inducció
El voltatge induït pot ser calculat amb la llei de Faraday, que estableix que 
{\displaystyle {\mathcal {E}}=-N{d\Phi _{B} \over dt}}
on
- ε és la força electromotriu (fem) induïda
- N és en nombre de voltes del bobinat
- dΦ/dt és la taxa de canvi al llarg del temps del flux magnètic Φ.

Si les voltes o espires del bobinat són orientades de manera perpendicular a les línies del camp magnètic, el flux serà igual al producte de la força del camp magnètic B i l'àrea que talla. L'àrea és constant, essent igual a la secció del nucli magnètic del transformador, per tant el camp magnètic canviarà amb el temps d'acord amb la variació del corrent. El signe negatiu de la fórmula, la direcció de la força electromotriu, va ser introduït per la llei de Lenz i indica que és contrària a la causa que crea la fem.
Seguint l'exemple de l'esquema, tindrem que el corrent altern aplicat (U1) produirà en el circuit primari una intensitat que generarà un flux magnètic tancat (Φ) a través del nucli magnètic. Al seu torn aquest flux magnètic Φ induirà una fem ε1 a l'enrotllament primari 
{\displaystyle {\mathcal {E}}_{1}=-N_{1}{\frac {\mathrm {d} \Phi }{\mathrm {d} t}}}
i una altra fem ε₂en el secundari:
{\displaystyle {\mathcal {E}}_{2}=-N_{2}{\frac {\mathrm {d} \Phi }{\mathrm {d} t}}}
Si dividim les dues expressions anteriors arribarem a l'equació que relaciona les tensions d'entrada i sortida amb el nombre de voltes del primari i del secundari:
{\displaystyle {\frac {{\mathcal {E}}_{1}}{{\mathcal {E}}_{2}}}={\frac {N_{1}}{N_{2}}}}
Si {\displaystyle {\frac {{\mathcal {E}}_{1}}{{\mathcal {E}}_{2}}}>1} es tractarà d'un transformador que redueix la tensió d'entrada. Si {\displaystyle {\frac {{\mathcal {E}}_{1}}{{\mathcal {E}}_{2}}}<1} es tractarà d'un transformador que augmenta la tensió d'entrada. Podem tenir transformadors que redueixin la tensió d'entrada i d'altres que l'augmentin.

### Equació de potències ideal

El transformador ideal com a element de circuits

Si el bobinat secundari està connectat a una càrrega que deixa passar el corrent, la potència elèctrica es transmet des del circuit primari fins al circuit secundari. Idealment, el transformador és perfectament eficient; tota l'energia que entra es transforma del circuit primari al camp magnètic i al circuit secundari. Si aquesta condició se satisfà, la potència entrant s'ha d'igualar a la potència sortint.
{\displaystyle P_{\mathrm {incoming} }=I_{P}V_{P}=P_{\mathrm {outgoing} }=I_{S}V_{S}}
el que dona l'equació del transformador ideal
{\displaystyle {\frac {V_{S}}{V_{P}}}={\frac {N_{S}}{N_{P}}}={\frac {I_{P}}{I_{S}}}}
Els transformadors tenen una eficiència alta així que aquesta fórmula és una aproximació raonable.
Si s'augmenta el voltatge, llavors el corrent disminueix en el mateix factor. La impedància en un circuit es transforma cap a l'altre pel quadrat de la relació de voltes. Per exemple, si una impedància ZS està connectada als terminals del bobinat del secundari, apareix en el cirqüit primari com si tingués una impedància de {\displaystyle Z_{S}\!\left(\!{\tfrac {N_{P}}{N_{S}}}\!\right)^{2}\!\!}. Aquesta relació és recíproca, de forma que la impedància ZP del ciqüit primari apareix en el secundari com si fos {\displaystyle Z_{P}\!\left(\!{\tfrac {N_{S}}{N_{P}}}\!\right)^{2}\!\!}.

### Operació real
La descripció simplificada de damunt negligeix uns quants factors pràctics, en particular el corrent primari del qual s'exigeix que estableixi un camp magnètic al nucli, i la contribució al camp a causa de corrent en el circuit secundari.
Els models d'un transformador ideal normalment suposen un nucli de reluctància insignificant amb dos bobinats de resistència elèctrica nul·la. Quan s'aplica un voltatge al bobinat primari, flueix un corrent petit, conduint flux al voltant del circuit magnètic del nucli. El corrent necessari per crear el flux s'anomena el corrent magnetitzant; ja que en el nucli ideal s'ha suposat que té zero reluctància, el corrent magnetitzant és insignificant, encara que és necessari per crear el camp magnètic.
El camp magnètic variable provoca una força electromotriu (FEM) a través de cada bobinat. Com que els bobinats ideals no tenen cap impedància, no tenen cap caiguda de tensió associada, i així els voltatges VP i VS que el VP i VS mesurats als terminals del transformador, són iguals a les FEMs corresponents. La FEM del primari, que actua en oposició al voltatge primari, s'anomena de vegades força contra electromotriu. Això és degut a la llei de Lenz que estableix que la inducció dun camp electromagnètic sempre és tal que s'oposa a desenvolupament de qualsevol canvi en el camp magnètic.

## Model més realista

### Flux de fuites

Flux de fuites d'un transformador

El model de transformador ideal suposa que tot el flux generat pel bobinat primari travessa totes les voltes de tots els bobinats, incloent-hi el propi primari. En la pràctica, una part del de flux segueix camins que passen fora dels bobinats. Aquest flux s'anomena flux de fuita, i ocasiona una inductància de fuita en sèrie amb els bobinats del transformador mútuament acoblats. EL resultat del flux de fuita és que hi ha una energia que s'emmagatzema carregant-se i descarregant-se alternativament en els camps magnètics a cada cicle de subministrament de potència. No és directament una pèrdua de potència, sinó que ocasiona una pitjor regulació de voltatge, que provoca que el voltatge secundari deixi de ser directament proporcional al primari, especialment sota càrrega elevada. els Transformadors normalment estan dissenyats per tenir una inductància de fuita molt baixa.
Tanmateix, en algunes aplicacions, el flux de fuita pot ser una propietat desitjable, es poden introduir camins magnètics llargs, entreferros, o curtcircuits magnètics en paral·lel, de forma deliberada al dissenyar un transformador per limitar el corrent de curt circuit que pot arribar a proporcionar. Els transformadors amb fuites es poden fer servir per alimentar càrregues que presenten resistència negativa, com ara els arcs elèctrics, làmpades de vapor de mercuri, i llums de neó; o per manipular amb seguretat càrregues que es curtcircuiten periòdicament com la soldadura per arc elèctric. els entreferros també es fan servir per prevenir la saturació dels transformador, especialment transformadors de freqüència d'àudio en circuits que tenen un corrent continu que flueix a través dels bobinats.

### Efecte de la freqüència
El terme derivada temporal en la Llei de Faraday mostra que el flux al nucli és la integral del voltatge aplicat. Hipotèticament un transformador ideal prodria funcionar amb excitació de corrent continu, amb el flux al nucli augmentant linealment amb el temps. E la pràctica, el flux augmentaria fins al punt on es produeix la saturació magnètica del nucli, provocant un augment enorme en el corrent de magnatització i sobreescalfant el transformador. Per això tots els transformadors a la pràctica han d'operar amb corrent altern (o polsat).

Equació universal de la FEM del transformador
Si el flux al nucli és sinusoidal, la relació per a cada bobinat entre la mitjana quadràtica del voltatge (o voltatge eficaç) del bobinat E, i la freqüència d'alimentació f, el nombre de voltes N, l'àrea de la secció recta del nucli a i el pic de densitat del flux magnètic B ve donada per l'equació universal de la FEM:
{\displaystyle E={\frac {2\pi fNaB}{\sqrt {2}}}\!\approx 4.44fNaB}
La FEM d'un transformador a una densitat de flux donada augmenta amb la freqüència. operant a freqüències més altes, els transformadors poden ser físicament més compactes perquè un nucli donat pot transferir més potència sense arribar a la saturació, i es necessiten menys voltes per aconseguir la mateixa impedància. Tanmateix les propietats com les pèrdues en el nucli i l'efecte pel·licular dels conductors també augmenten amb freqüència. Els equipaments aeronàutic i militars empren fonts d'alimentació de 400 Hz que redueixen el pes dels nucli i dels bobinats.
Operació d'un transformador al seu voltatge nominal però a una freqüència més alta que la nominal portarà a una reducció del corrent de magnetització; a freqüència més baixa, el corrent de magnetització augmentarà. Per Operar un transformador a freqüències diferents de la nominal requereix avaluar els voltatges, les pèrdues, i la refrigeració per establir si l'operació segura és pràctica. Per exemple, els transformadors poden necessitar que siguin equipats amb relés "volts per hertz" de sobreexcitació per protegir el transformador de sobretensions a freqüències més altes que la nominal.
El coneixement de les freqüències naturals dels bobinats dels transformadors és important per a la determinació de la resposta transitòria dels bobinats a impulsos i sobre voltatges d'interrupció.

### Pèrdues d'energia
Un transformador ideal no hauria de tenir pèrdues d'energia, i seria un 100% eficient. En transformadors pràctics l'energia es dissipa en els bobinats, el nucli, i les estructures circumdants. Els transformadors més grans són generalment més eficients, i els que es fan servir per la distribució d'electricitat normalment arriben a més del 98%.
Els transformadors experimentals que utilitzen bobinats superconductors aconsegueixen eficiències del 99,85%, Encara que l'augment en eficiència sigui petit, quan s'aplica als transformadors grans fortament carregats els estalvis anuals en pèrdues d'energia són significatius.
Un transformador petit, per a electrònica de consumidors de baixa potència, pot tenir una eficiència de no més del 85%, amb pèrdues considerable fins i tot quan no subministra cap càrrega. Encara que la pèrdua de potència individual és petita, les pèrdues globals del gran nombre d'aquests mecanismes s'està tenint cada vegada més en compte.
Les pèrdues varien amb el corrent de càrrega, i es poden expressar com pèrdues "en buit" o pèrdues "a plena càrrega". La resistència dels bobinats domina les pèrdues a plena càrrega, mentre que les pèrdues per histèresi i per corrents de Foucault contribueixen en més del 99% de les pèrdues en buit. La pèrdues en buit poden ser significatives, el que vol dir que fins i tot un transformador parat constitueix un drenatge en un subministrament elèctric, el que fomenta el desenvolupament de transformadors de baixes pèrdues.
Les pèrdues de transformador es divideixen en pèrdues en els bobinats, anomenades pèrdues en el coure, i les pèrdues en el circuit magnètic, anomenades pèrdues en el ferro. Les pèrdues en el transformador sorgeixen de:
Resistència dels bobinats
El pas del corrent a través dels bobinats l'escalfament resistiu dels conductors. A freqüències més altes, l'efecte pel·licular i l'efecte de proximitat creen resistència addicional dels bobinats al disminuir la superfície efectiva dels conductors i fan augmentar les pèrdues.
Pèrdues per histèresis
Cada vegada el camp magnètic s'inverteix, una quantitat petita d'energia es perd a causa de la histèresi del nucli. Per a un material bàsic donat, la pèrdua és proporcional a la freqüència, i és una funció de la densitat de flux de pic a la qual és sotmès.
Corrents de Foucault
Els materials ferromagnetics també són bons conductors, i un nucli sòlid fet d'aquests materials també constitueix un única espira curtcircuitada per tota la seva llargada. Els corrents de Foucauld per tant circulen dins del nucli en un pla normal al flux, i són responsables de l'escalfament resistiu del material del nucli. Les pèrdues per corrents de Foucault són una funció complexa del quadrat de la freqüència d'alimentació i inversa al quadrat del gruix del material.
Magnetostricció
El flux magnètic en un material ferromagnètic, com el nucli, fa que s'expandeixi físicament i es contregui una mica amb cada cicle del camp magnètic, un efecte conegut com magnetostricció.
Pèrdues mecàniques
A més a més de la magnetostricció, el camp magnètic altern provoca forces electromagnètiques fluctuants entre els bobinats primaris i secundaris. Aquests inciten vibracions en els materials metal·lics del voltant, sumant-se al soroll del brunzit, i consumint una quantitat petita de potència.
Pèrdues pel flux de fuita 
La inductància de fuita per si mateixa no provoca pèrdues, ja que l'energia donada als seus camps magnètics es retorna al subministrament en el següent mig cicle.

### Circuit equivalent
Les deferències entre un transformador real i un d'ideal es poden recollir en un model de circuit equivalent (que es mostra a sota) construït al voltant d'un transformador ideal sense pèrdues. Les pèrdues de potència en els bobinats depenen del corrent i es representen com si fossin produïdes en les resistències en sèrie RP i RS. El flux de fuita ocasiona que una fracció del voltatge aplicat no es destini a contribuir a l'acoblament mutu i, per tant, es pot modelar com reactàncies de cada inductància de fuita XP i XS en sèrie amb la regió perfectament acoblada.
Les pèrdues en el ferro són provocades principalment per efecte del corrent d'histèresi i de Foucault al nucli, i són proporcionals al quadrat del flux del nucli operant a una freqüència donada. Com que el flux del nucli és proporcional al voltatge aplicat, les pèrdues en el ferro es poden representar per una resistència RC' en paral·lel amb el transformador ideal.
Un nucli permeabilitat finita necessita un corrent magnetitzant IM per mantenir el flux mutu al nucli. El corrent magnetitzant està en fase amb el flux; els efectes de saturació provoquen que la relació entre el dos sigui no lineal, però per simplicitat es tendeix a ignorar aquest efecte en molts circuit equivalents. Amb una alimentació sinusoidal, el flux del nucli es desfasa de la FEM en 90° i aquest efecte es pot modelar com una reactància magnètica (reactància d'una inductància eficaç) XM en paral·lel amb el component de pèrdues del nucli. RC i XM de vegades tots junts s'anomenen la branca magnètica del model. Si el bobinat secundari està en circuit obert, el corrent I0 que passa per la branca magnètica representa el corrent de càrrega en buit del transformador.
La impedància del secundari RS i XS sovint es refereix (o "trasllada") al costat primari després de multiplicar els components pel factor d'escala de la impedància {\displaystyle \left(\!{\tfrac {N_{P}}{N_{S}}}\!\right)^{2}\!\!}.
El model que resulta es qualifica a vegades de "circuit equivalent exacte", encara que manté un cert nombre d'aproximacions, com una suposició de linealitat. L'anàlisi es pot simplificar movent la branca magnètica a l'esquerra de la impedància primària, el que és una suposició implícita que el corrent magnetitzant sigui baix, i llavors sumar les impedàncies del primeari i les referides al secundari, ocasionant l'anomenada impedància equivalent.
Els paràmetres del circuit equivalent d'un transformador es poden calcular a partir dels resultats de dues proves del transformador: l'assaig en circuit obert i l'assaig en curt circuit.

## Classificació i aplicacions

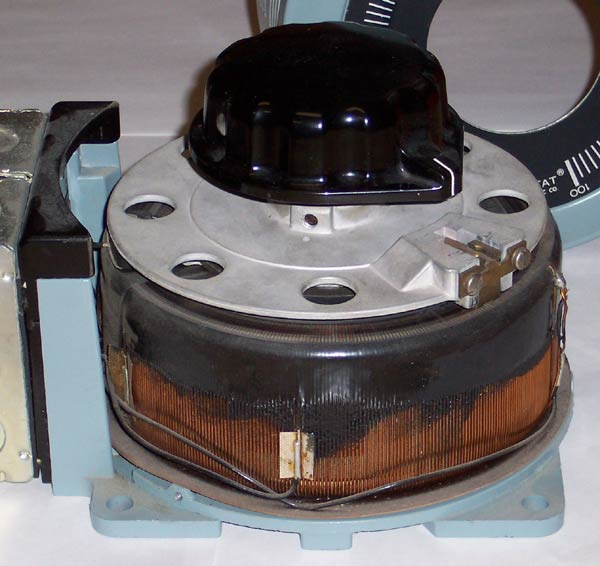
Un autotransformador variable amb un comandament per desplaçar el punt de sortida del secundari, permetent seleccionar la tensió de sortida.

Podem classificar els transformadors tenint en compte diversos criteris:
- Segons el tipus de nucli, és a dir, segons la forma del circuit magnètic: columnes, cuirassat, toroïdal, etc.
- Segons l'aplicació
  - De potència, utilitzats per a distribuir energia entre centrals generadores i subestacions transformadores; per tant, treballen en alta i mitjana tensió. Potencies entre 1 MVA i 20 MVA.
  - De distribució, utilitzats per a l'alimentació d'edificis, empreses, centres comercials,etc. Treballen amb potències menors a 1 MVA i en mitjana tensió.
  - De baixa potència, sovint utilitzats com a reductors de tensió per a fonts d'alimentació o per a funcions de seguretat.
  - De mesura i protecció, es fan servir per a reduir els nivells de tensió o corrent de manera que en sigui possible la mesura amb voltímetres i amperímetres convencionals o també per a protegir conta excessos de corrent o tensió (mitjançant relés de protecció). Hi ha dos tipus:
    - Transformadors de tensió
    - Transformadors de corrent

Al seu torn, els transformadors de potència i distribució es poden classificar considerant diferents aspectes:
- Funció: Elevador, reductor o estabilitzador.
- Nombre de fases: Monofàsics, trifàsics o polifàsics.
- Ubicació: Instal·lació exterior o interior.
- Ventilació: natural o forçada.
- Agent refrigerant: refrigeració en sec o per oli.

### Tipus de transformador

#### Autotransformador

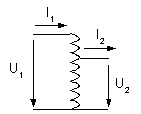
Símbol de l'autotransformador.
1 indica el primari; 2 indicael secundari.

Un autotransformador és un transformador sense aïllament entre el primari i el secundari, el secundari és una part del bobinat primari. El corrent que alimenta el transformador recorre totalment el primari i una derivació a un punt determinat és el que determina la sortida del secundari. La relació entre la tensió d'entrada i la de sortida és idèntica a la que correspondria a un transformador amb els bobinats aïllats.
Un dels avantatges dels autotransformadors és que per a un mateix nivell de rendiment ocupen menys espai que els convencionals gràcies al fet que només tenen un bobinat amb una part comuna pel primari i pel secundari que és recorreguda per la suma dels corrents primari i secundari. Tanmateix només és una opció interessant quan les tensions d'entrada i de sortida són del mateix ordre de magnitud, per exemple 230 V d'entrada i 115 V de sortida.
Una de les principals aplicacions d'aquest tipus de transformador la trobem quan la tensió de la xarxa elèctrica és diferent segons el país (Europa 230 V, Estats Units 120V). Per a aquests casos, es poden utilitzar uns autotransformadors amb un dispositiu que permet seleccionar el punt se sortida el secundari, de manera que és possible controlar el voltatge de sortida. Però aquesta opció presenta un inconvenient respecte a la seguretat de les persones atès que el primari i el secundari no són aïllats i això pot ser un risc.

#### Transformadors de mesura
Els transformadors de mesura s'utilitzen per mesurar el voltatge i el corrent a les xarxes elèctriques i als sistemes de subministrament d'energia elèctrica, també en combinació amb els aparells de protecció i control de potència elèctrica. És a dir, s'utilitzen quan el voltatge o el corrent és massa gran per utilitzar l'instrumental de mesura i cal obtenir valors proporcionals més petits que puguin ser mesurats.

##### Transformador de corrent
Un transformador de corrent és un transformador que té la funció d'adaptar la intensitat del corrent elèctric en funció de les necessitats del circuit on s'aplica. Aquest tipus de transformadors aprofiten que el corrent del secundari és proporcional al corrent del primari (i desfasada un angle proper a zero), per això el seu camp d'utilització principal és el dels instruments de mesura, com els amperímetres, i els aparells de protecció. Gràcies a aquest principi es poden mesurar fàcilment corrents de gran intensitat, que al primari poden ser de l'ordre de molts quiloamperes (kA), d'altra manera no podrien utilitzar els aparells normals de mesura. El bobinat primari es connecta en sèrie amb el circuit on hi ha el corrent que volem mesurar i l'aparell de mesura el connectarem en sèrie a la sortida del bobinat secundari.

##### Transformador de tensió
Un transformador de tensió o de potència és un transformador dissenyat per tal de poder mesurar tensions de corrent altern elevades amb instruments de mesura normals. Aquest tipus de transformador presenten la característica de tenir una relació de transformació molt precisa (incloent-hi la fase) però generant una càrrega molt petita en el bobinat secundari. El primari es connecta a la línia que volem mesurar i l'instrument de mesura el connectem en paral·lel al secundari. D'aquesta manera obtindrem una imatge proporcional a la del circuit que volem mesurar i podrem fàcilment treballar amb tensions de l'ordre de molts quilovolts (kV).

## Connexions trifàsiques
Connexió triangle-triangle
S'utilitza aquesta connexió quan es desitgen mínimes interferències en el sistema. A més, si es té càrregues desequilibrades, compensa l'equilibri, ja que els corrents de la càrrega es distribueixen uniformement en cadascun dels debanaments.
La connexió delta-delta s'utilitza generalment en sistemes els voltatges dels quals no són molt elevats especialment en aquells que s'ha de mantenir la continuïtat d'uns sistemes. Aquesta connexió s'empra tant per a elevar la tensió com per a reduir-la.
Connexió estrella-estrella
Els corrents en els debanaments en estrella són iguals als corrents en la línia. Si les tensions entre línia i neutre estan equilibrades i són sinuositats, el valor eficaç de les tensions respecte al neutre és igual al producte de {\displaystyle {\frac {1}{\sqrt {3}}}} pel valor eficaç de les tensions entre línia i línia i existeix un desfasament de 30 ° entre les tensions de línia a línia i de línia a neutre més pròxima.
Les tensions entre línia i línia dels primaris i secundaris corresponents en un banc estrella-estrella, estan gairebé en concordança de fase.
Per tant, la connexió en estrella serà particularment adequada per a debanaments d'alta tensió, en els quals l'aïllament és el problema principal, ja que per a una tensió de línia determinada les tensions de fase de l'estrella només serien iguals al producte {\displaystyle {\frac {1}{\sqrt {3}}}} per les tensions en el triangle.
Connexió triangle-estrella
La connexió delta-estrella, de les més emprades, s'utilitza en els sistemes de potència per a elevar voltatges de generació o de transmissió, en els sistemes de distribució (a 4 fils) per a alimentació de força i enllumenat.
Connexió estrella-triangle
La connexió estrella-delta és contrària a la connexió delta-estrella; per exemple en sistema de potència, la connexió delta-estrella s'usa per a elevar voltatges i la connexió estrella-delta per a reduir-los.
En ambdós casos, els debanaments connectats en estrella es connecten al circuit de més alt voltatge, fonamentalment per raons d'aïllament. En sistemes de distribució aquesta connexió és poc usual, tret en algunes ocasions per a distribució a tres fils.